# 原英士
原英士（日语：／ Hara Hideshi，7月9日—），日本男性声優。出生於岡山縣，原Atomic Monkey所屬一期生，現已引退。
劍道二段。

## 演出作品

### 電視動畫
2014年
- WIZARD BARRISTERS～弁魔士賽希爾（海神往紗馳）[5]

### 遊戲
2013年
- OZMAFIA!!（日语：OZMAFIA!!）(ハーメルン)※僅PC版，後續版本皆為小野友樹[6]
- 英國偵探 Mysteria（日语：英国探偵ミステリア）(ライアン、ファーバー)

### 廣播節目
2013年
- 小野友樹のオノパラ！（第五回[7]、第六回[8]來賓）

## 外部連結
.